# Émile Bewing
Émile Bewing (* 12. März 1907 in Remerschen; † 31. August 1998 in Esch) war ein luxemburgischer Radsportler.

## Sportliche Laufbahn
Bewing begann mit dem Radsport 1926 beim Verein Velo Club de la Ville d’Esch. Als Amateur gelangen ihm mehrfach Siege im benachbarten Frankreich und Belgien. Zwischen 1933 und 1935 Jahre fuhr als Unabhängiger und wurde dort 1933 und 1934 jeweils Vize-Meister Luxemburgs. 1936 hatte er mit dem Gewinn der luxemburgischen Meisterschaft der Berufsfahrern seinen größten Erfolg. Es folgte ein Sieg beim Rennen Strasbourg-Metz-Nancy. Eine kurze Zeit fuhr er für das französische Team Peugeot-Dunlop. Durch den Zweiten Weltkrieg wurde seine Karriere wie die vieler anderer beendet. Nach dem Krieg startete er nochmals in der Kategorie Veteranen und gewann dort 1947 den nationalen Titel, in den folgenden beiden Jahren wurde er jeweils Dritter.

## Berufliches
Nach seiner Radsportlaufbahn eröffnete er ein Lebensmittelgeschäft, später arbeitete er als Versicherungsagent.